# 銭塘県
銭塘県（せんとう-けん）は中華人民共和国浙江省杭州市にかつて存在した県。

## 歴史
銭塘県の前身は前222年に秦朝により会稽郡に設置された銭唐県である。隋朝には杭州が設置され、銭唐県に州治が設置された。
唐朝により銭塘県と改称された。
五代十国時代、呉越が杭州に建都すると、922年（龍徳2年）に銭塘県は銭塘県・塩官県に分割され、銭塘県には南陽、北関、安渓、西渓の4鎮11郷が設置された。
南宋になると杭州への遷都が実施され、銭塘県及び仁和県は臨安府の首県とされた。銭塘県城内は6廂（左一南廂、左二廂、右一廂、城北右廂、城西廂、左一北廂）、52坊、城外には13郷62里が設置された。
元代から清末にいたるまで銭塘県は杭州路の管轄に置かれ、杭州府治が設置されていた。1912年、仁和県との統合が行われ杭県となった。

### 設置
922年（龍徳2年）、銭塘県が分割され銭塘県が設置される。

### 廃止
1912年、仁和県と統合され杭県と改編される。
| 前の行政区画 銭唐県 | 浙江省の歴史的地名 922年 - 1912年 | 次の行政区画 杭県 |